# Bukowscher Teerofen
Koordinaten: 52° 48′ 58,2″ N, 13° 36′ 30,7″ O

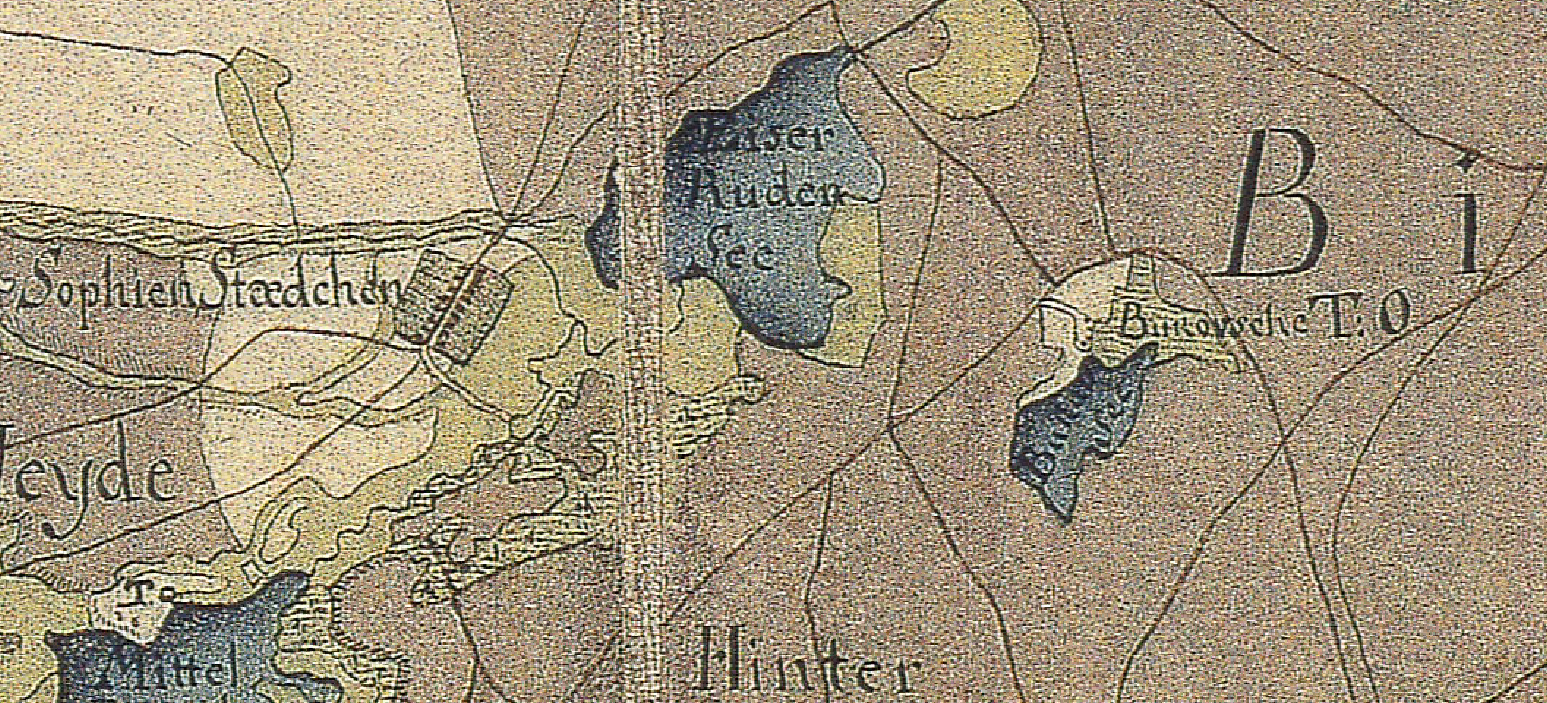
Sophienstädt, Eiserbudersee, Bukowsee und Bukowscher Teerofen auf dem Schmettauschen Kartenwerk von 1767/87

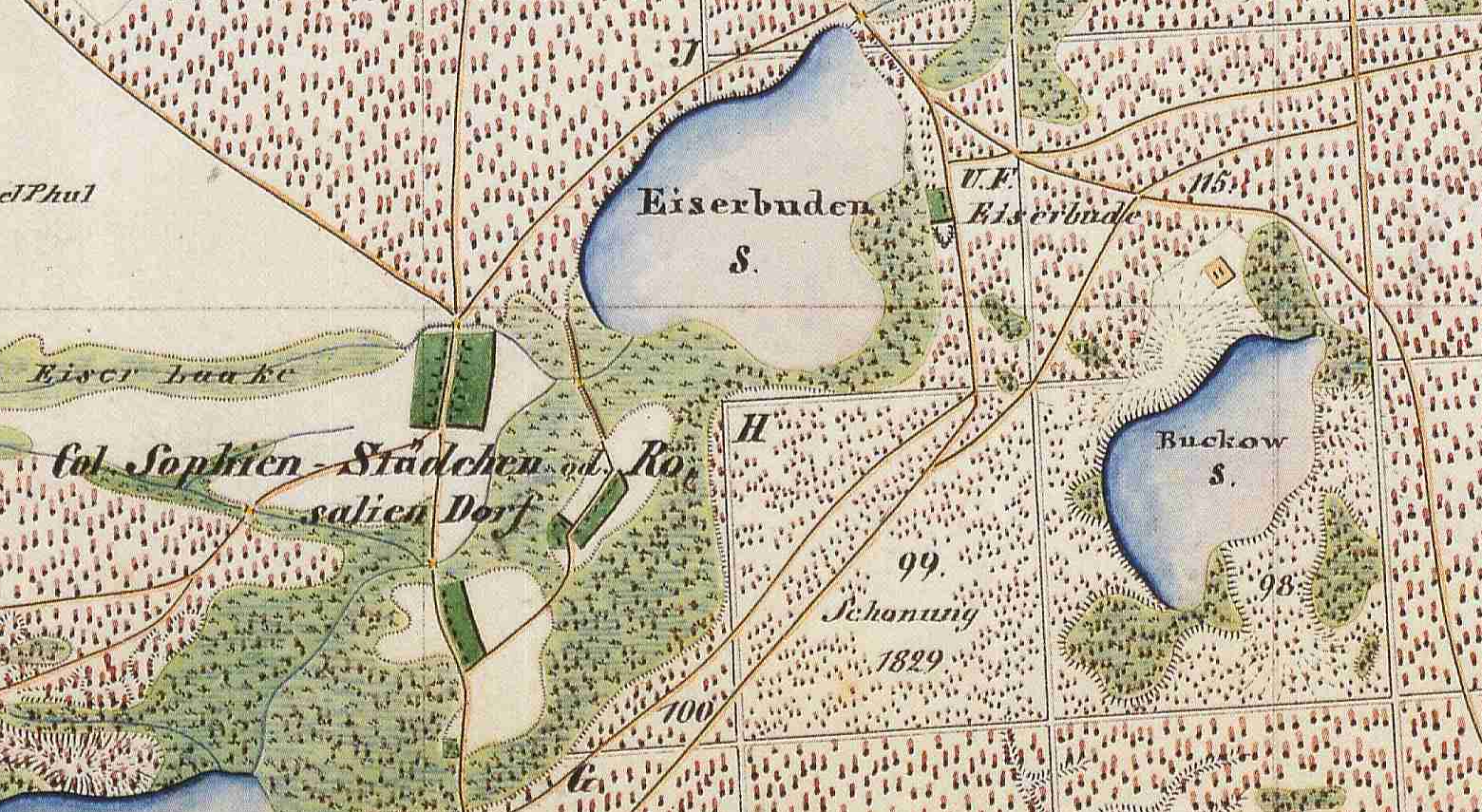
Sophienstädt, Eiserbudersee, Bukowsee und Wohnplatz Eiserbude, Ausschnitt aus dem Urmesstischblatt 3147 Zerpenschleuse von 1840

Der Bukowsche Teerofen, auch Buckowscher Teerofen war ein Pechofen nordnordwestlich von Biesenthal im Landkreis Barnim (Brandenburg). Er wurde vor 1715 eingerichtet und stellte zwischen 1801 und 1817 den Betrieb ein. Die Kleinsiedlung wurde einige Jahre nach 1846 komplett abgerissen.

## Lage
Der Bukowsche Teerofen lag ca. 5,8 km nordnordwestlich der Altstadt von Biesenthal, knapp 2 km nordöstlich von Sophienstädt (Gemeinde Marienwerder) und nur wenige Zehnermeter nördlich vom Nordende des Bukowsees. Die nächste (Klein-)Siedlung war das 1822 erbaute Forsthaus Eiserbude, das rd. 650 Meter nordwestlich liegt. Die Lokalität liegt heute völlig im Wald auf etwa 35 m ü. NHN.

## Geschichte
Die Existenz des Bukowschen Teerofens ist für die Zeit um 1715 erstmals belegt. Damals waren die Leute vom Teerofen beim Buckow nach Ruhlsdorf eingepfarrt. Er lag damals auf dem Amtsgebiet des landesherrlichen Amtes Biesenthal. 1744 betrieb der Teerschweler Martin Bähr den Buckowschen Teerofen, den um 1735 noch sein namentlich nicht genannter Vater innehatte. Der Teerofen ist selbstredend nach dem unmittelbar benachbarten Bukowsee benannt. Martin Bähr hatte zum Teerofen außerdem Ackerland, auf dem er drei Scheffel Sommerroggen säen konnte, und außerdem Zinswiesen am Eiserbudersee und am Eiserbudischen Fließ oder Prendnitz (= Pregnitzfließ).
Das Schmettausche Kartenwerk von 1767/87 verzeichnet den Teerofen als Bukowsche T.O. 1773 wurden die drei Teeröfen im großen Waldgebiet nördlich von Biesenthal bei der Schwärze (Forsthaus Schwärze), bei den Wild-Tränken (Wildtränke) und bei dem Buckow auf 18 Jahre verpachtet. 1797 und 1801 wohnte hier außer dem Teerschweler noch ein Einlieger, vermutlich im Haus des Teerschwelers, denn es wird nur eine Feuerstelle (Wohnhaus) erwähnt. 1817 ist nur noch ein Einliegerhaus erwähnt, der Teerofen war offensichtlich bereits aufgegeben worden. Im Urmesstischblatt 3147 Zerpenschleuse von 1840 ist der Wohnplatz noch eingezeichnet, trägt jedoch keinen Namen mehr. 1840 und 1846 wird noch ein Wohnhaus genannt, danach verschwindet der Wohnplatz aus den Aufzeichnungen. Sehr wahrscheinlich wurde das Haus in den Folgejahren abgebrochen. Heute ist die Stelle nur noch durch eine kleinere Senke im Wald kenntlich, an der sich auch einige wenige Ziegelreste fanden. Scamoni beschreibt auch noch eine besondere Pflanzengesellschaft an der früheren Siedlungsstelle. Die Bewohner waren nach Prenden eingekircht.
| Jahr      | 1797 | 1801 | 1817 | 1840 |
| --------- | ---- | ---- | ---- | ---- |
| Einwohner | 13   | 13   | 4    | 8    |

## Kommunale Zugehörigkeit
Zur Zeit seiner Gründung gehörte das Areal des Bukowschen Teerofens zum landesherrlichen Amt Biesenthal, das 1577 aus Besitzungen der Familie von Arnim gebildet worden war. Auch Bratring nennt das Amt Biesenthal als die grundherrliche Institution. 1817 wird das Einliegerhaus Buckow (wohl irrtümlich) unter dem Amt Liebenwalde aufgeführt. 1840 erscheint das Haus Buckow wieder unter dem Rentamt Neustadt-Eberswalde. Das Amt Biesenthal war 1839 aufgelöst worden, und die Renten, die bisher vom Amt Biesenthal eingezogen wurden, wurden nun vom Rentamt Neustadt-Eberswalde eingezogen. 1872 wurde auch das Rentamt Neustadt-Eberswalde aufgelöst. Das Areal gehörte bis 1952 zum Kreis Niederbarnim der Provinz Brandenburg, heute zur Stadtgemarkung von Biesenthal.